# Snoilsky
Snoilsky var namnet på tre befryndade svenska adelsätter, alla nu utdöda. Den äldsta kallades von Snoilsky.
Enligt Gabriel Anreps ättartavlor skall släkten (ursprungligen stavad Snoilski) ha stammat från Ungern, men enligt senare och mer tillförlitliga uppgifter i adelskalendern (1949) kom den troligen från det österrikiska kronlandet Krain i nuvarande Slovenien och en av dess medlemmar kan 1610 ha erhålligt tysk-romersk riksadlig värdighet.
En Georg Snoilsky (omkring 1607–1672) gick i svensk tjänst 1632 och adlades den 15 mars 1651 med namnet von Snoilsky samt introducerades 1652 med ättenummer 528. Denna ätt utgick på svärdssidan 1778 och på spinnsidan med Georg von Snoilskys sonsons dotter Christina Margaretha, gift von Gisler (1747–1829).
Georg von Snoilskys sonsons son, riksrådet Johan Snoilsky (1708–1787) upphöjdes den 15 maj 1770 till friherre och den 15 oktober 1771 till greve. Vid det senare tillfället togs "von" ur namnet. Han sökte dock inte introduktion i någon av dessa värdigheter, men uppflyttades däremot i den 1778 återinrättade så kallade "riddarklassen" varvid hans ätt erhöll nummer 528 A (medan den äldre adliga ätten fick beteckningen 528 B).
Först 1820 introducerades Johan Snoilskys sonsöner, kaptenen vid flottan Gustaf Snoilsky (1786–1844), justitierådet Nils Snoilsky (1792–1860) och kammarherren Fredric Snoilsky (1792–1842), såsom grevar på Riddarhuset, varvid den grevliga ätten fick nummer 133. Denna grevliga ätt utgick på svärdssidan 1903 med Nils Snoilskys sonson, underlöjtnant Carl Emil (född 1880). Carl Emil var son till diktaren och överbibliotekarien Carl Snoilsky (1841–1903) och dog bara någon månad efter sin kände far. På spinnsidan dog ätten ut med Carl Snoilskys dotter Elisabeth, gift von Heynitz.

## Personer med efternamnet Snoilsky eller von Snoilsky
- Carl Snoilsky (1841–1903), diplomat, bibliotekschef och skald
- Ebba Snoilsky (1844–1917), Carl Snoilskys andra hustru, tecknare
- Georg von Snoilsky (död 1672), diplomat
- Georg Fredrik von Snoilsky (1647–1705), diplomat
- Gustaf Snoilsky (1833–1897), politiker och ämbetsman
- Johan Snoilsky  (1708–1787), sjömilitär
- Nils Snoilsky  (1792–1860), jurist och ämbetsman
- Sigrid Snoilsky (1813–1856), miniatyrmålare och tecknare